# Ford 1952
El Ford 1952 és un model d'automòbil que va ser fabricat per la Ford Motor Company als Estats Units l'any 1952.

## Història
La línia Ford de vehicles es torna a actualitzar novament l'any 1952, va mantenir línies similars al Ford 1949. Aquesta vegada, les innovacions són peces de vidre, els parabrises en aquest model són corbats i sencers de banda a banda, a diferència del model 1949 que eren plans i units en dues parts. Els motors són millorats un cop més, donant-los més cavallatge, tant en el 6 cilindre en línia com amb el V8, el 6 cilindres en aquest model va sortir amb vàlvules al capdavant, en aquesta oportunitat el V8 Ford tenia 82 Hp. i els 6 cilindres 75 Hp.

### Anys 1952 - 1953 i 1954
En aquests anys continua la mateixa línia de fabricació amb l'agregat de canvis de nom a alguns models, un d'ells ara es deia Customline (abans nivell mitjà), altres Línia principal (abans model base), Crestline (abans superior), Sunliner (abans convertible), Country Squire (abans Station Wagon). A l'interior del vehicle s'incorporen els pedals suspesos i les caixa de canvis en algun d'aquests models sortia amb la sobre marxa (un canvi que alleujava la marxa del motor, permetent major velocitat a menys voltes del motor o revolucions per minut). Els frens ara eren de potència, anteriorment només els tenia el vehicle marca  Mercury i els de la marca Lincoln. L'any 1954 el motor V8 arriba als 97 Hp. amb un nou carburador d'una boca i amb carburador de dues boques arriba als 119 Hp. aquests elements eren de la marca Holley, els panells comencen a sortir amb fibra de vidre. L'altra novetat d'aquests anys va ser que es comencen a produir aquests models a Austràlia.

### Galeria d'Imatges

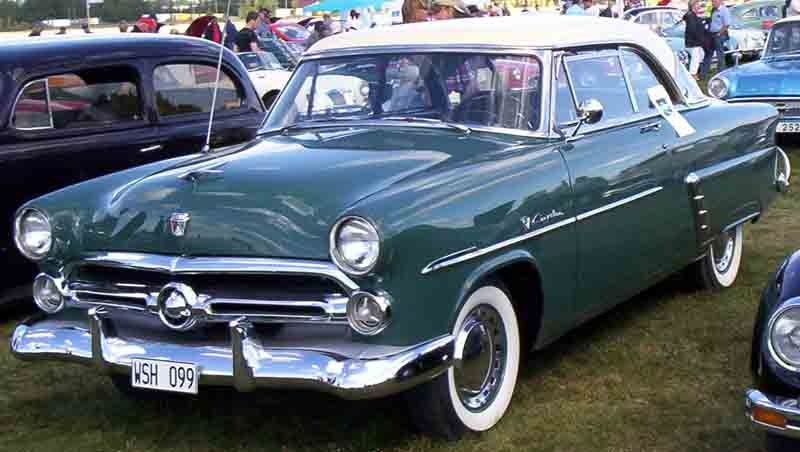
Ford 1952 Crestiline Victòria
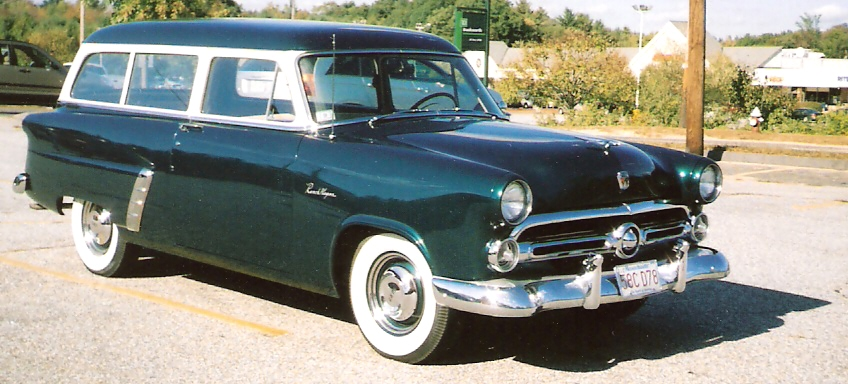
Ford 1952 Ranch Wagon
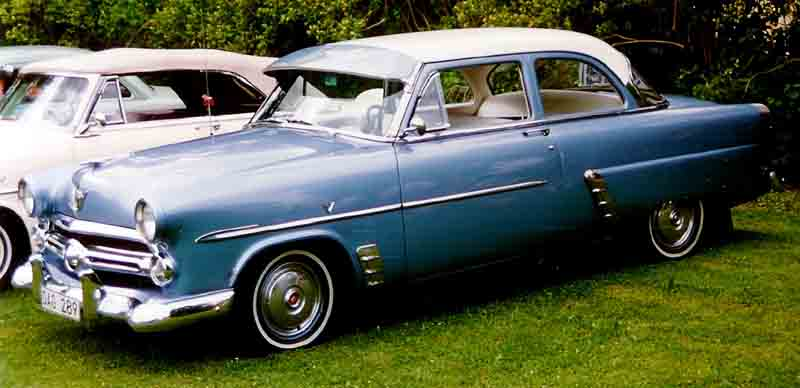
Ford 1952 Customline
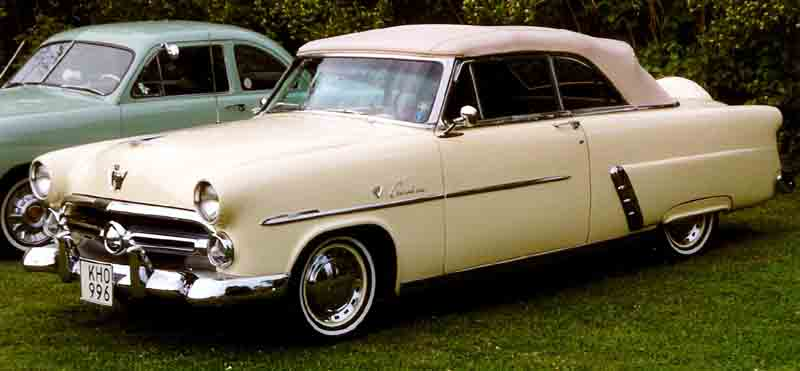
Ford 1952 Crestiline Sunliner convertible
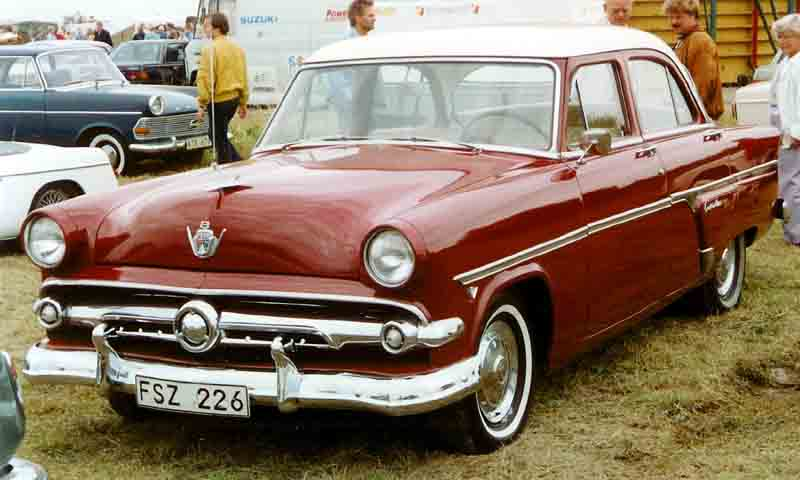
Ford 1954 Fordor de luxe sedan
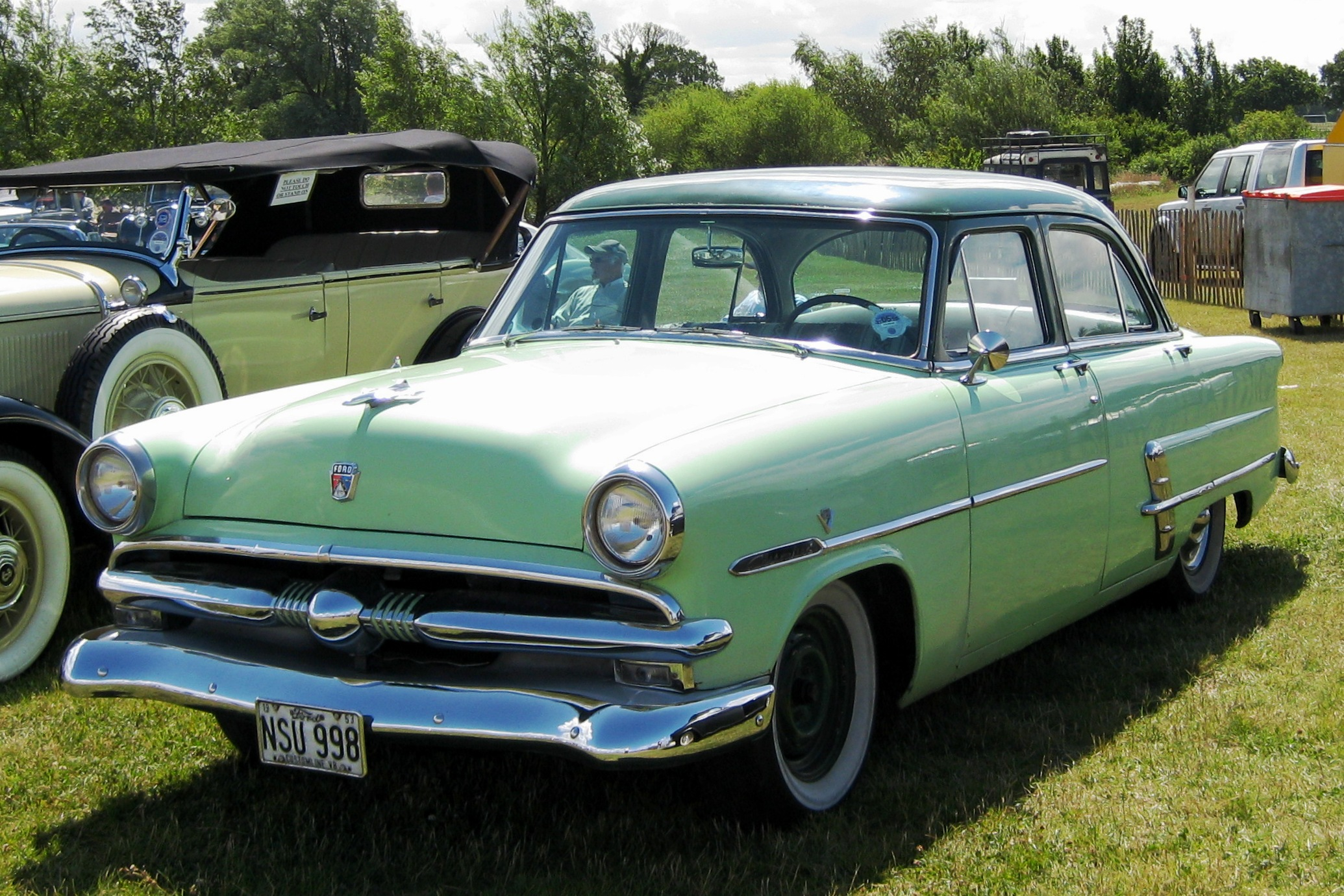
Ford 1953 Customline sedan 4 portes
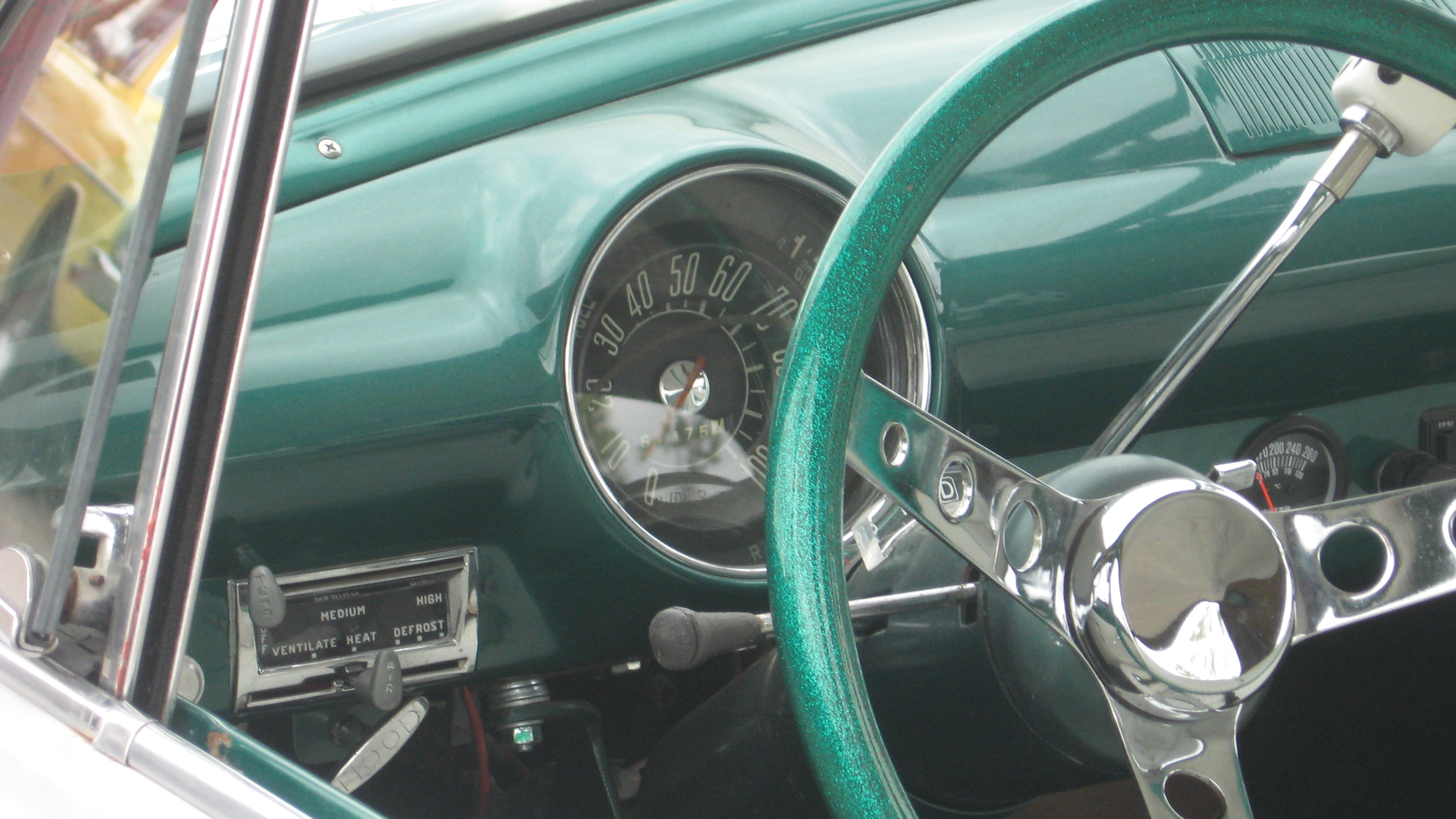
Interior del Crestiline Victoria
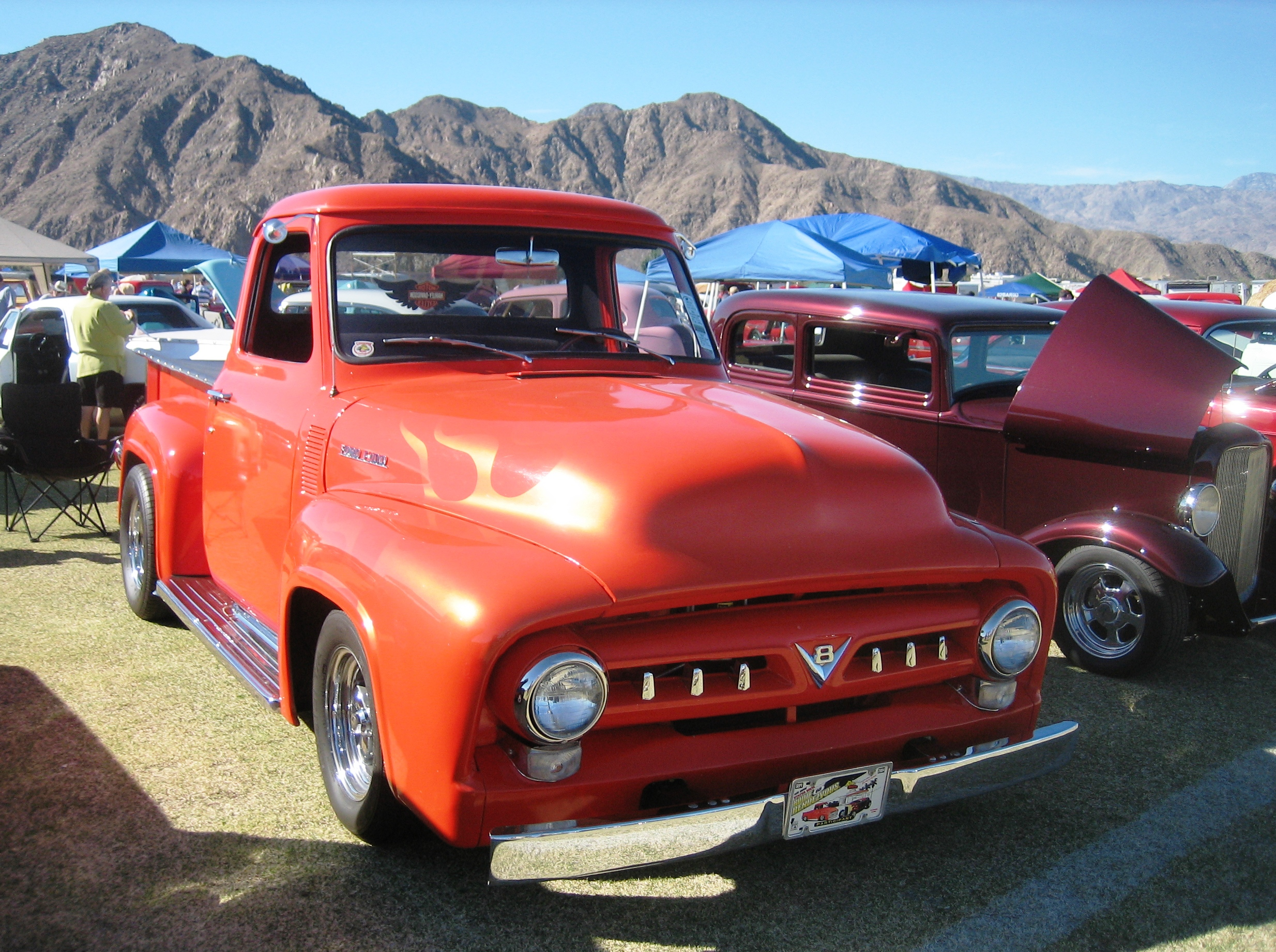
Ford 1954 F100 (camioneta)